# 蓝白细尾鹩莺
蓝白细尾鹩莺是雀形目鸟类的一个物种，属于细尾鹩莺科中的细尾鹩莺属。它们生活在澳大利亚中心的干燥地带；从昆士兰州中心与南澳大利亚州到西澳大利亚州都有分布。如同其它细尾鹩莺一样，此物种也有显著的两性异形，在繁殖期，一个群居集体中的一只或更多雄性会长出色彩明亮的羽毛。雌性全身为沙褐色，尾部羽毛浅蓝 ；雌性体型比雄性小，繁殖期时雄性身体的羽毛为亮蓝色，喙为黑色，翅膀为蓝色。较年轻的性成熟雄性外形几乎与雌性相同，通常这些雄性正在繁殖。一队蓝白细尾鹩莺在春夏两季会拥有一只较大的、色彩明亮的雄性，这只鸟由许多不显眼的同样是雄性的棕色小鸟陪伴着。得到承认的亚种共有三个；除开大陆上的亚种之外，一个亚种是在德克哈托格岛上找到的，而另一个栖息于西澳大利亚州海岸外的巴罗岛上。这些岛屿上的雄性在繁殖期羽毛是黑色而不是蓝色。
蓝白细尾鹩莺主要以昆虫为食，以小型水果和叶芽为补充食物，它们生活在石南荒原和干旱的灌木丛林中，因为这些地方的灌木提供了掩蔽。如同其它细尾鹩莺一样，此物种也进行合作繁殖，小群的鸟整年都会进行维持领土、保护领土的工作。家庭由社会体制上一夫一妻制的配对构成，几只輔助者鸟帮着养育小鸟。这些輔助者是已经性成熟的后代，它们在羽毛丰满后还会继续留在家庭中一年或更长时间。虽然没有基因的证实，但蓝白细尾鹩莺很可能会是性乱的，并会帮着抚养其它配对的子女。作为求偶表演的一部分，雄性鹩莺会从花上采下花瓣，并将这些花瓣向雌性展示。

## 分类及命名
蓝白细尾鹩莺的一个标本最先于1818年9月被法国博物学家让·雷内·康斯坦·库瓦和约瑟夫· 保罗·盖马收藏，它放在路易·德·弗雷西内环绕南半球航海的船上。此标本于一次海难中遗失，但一幅由雅克·阿拉戈画的名为Mérion leucoptère的画得以幸存；据此，于1824年，法国鸟类学家夏尔·杜孟·德·圣特克瓦对这种鸟进行了说明。此物种的学名源于古希腊语“leuko-”意思是“白色”而“pteron”意思是“翅膀”（中文名与学名意义不同）。
讽刺的是，最初的标本是黑色羽毛的来自德克哈托格岛的亚种，此亚种在此后80年都没有再发现过。与此同时，分布广的蓝色羽毛的亚种已被发现了，却被约翰·古尔德在1865年描述为两个不同的物种。他将来自来自内陆的新南威尔士的标本叫做“白翅壮丽莺”（White-winged Superb Warbler），“学名”M. cyanotus，而另一只背和翅膀为白色，被说成是“白背壮丽莺”（White-backed Superb Warbler），“学名”M. leuconotus。直到20世纪早期，这两个蓝羽毛的大陆的类型才被发现是同一个物种。维多利亚州国家博物馆的鸟类学家乔治·马克在他1934年对该属的修正中优先考虑了种名leuconotus，而更近代研究也纷纷效仿了此举。此鸟的肩部之间的背部区域其实是裸露的，背部花纹为肩部上长出的羽毛（肩羽）向内部扫去形成的。这种变化使早期的博物学家产生错误，将白背和蓝背的两只鸟说成是两个物种。
蓝白细尾鹩莺常被认为是蓝白鹪鹩，早期的观察员，如维多利亚州的诺曼·法华罗洛，就曾用此名称呼它们。然而和其它细尾鹩莺一样，蓝白细尾鹩莺和真正的鹪鹩科没有亲缘关系。从前它被分在鹟科中，后来又变成了莺科的一员，直到1975年被分在新认可的细尾鹩莺科中。在近代，DNA分析显示细尾鹩莺科与鸦总科中的吸蜜鸟科和斑啄果鸟科亲缘关系较近。
蓝白细尾鹩莺是细尾鹩莺科细尾鹩莺属的12个物种之一。它和澳大利亚的红背细尾鹩莺亲缘关系最近，这两个物种和黑白细尾鹩莺一起组成了新几内亚的一个种系发生演化支，亲缘关系为第二密切。这三个物种没有头部的装饰和耳部的一束羽毛，全身黑色或蓝色的羽毛十分均匀，肩部或翅膀搭配着对比强烈的颜色，因此它们外形显著，并被鸟类学家理查德·斯科德称为“双色鹪鹩”；它们在地理上互相填补空缺，遍及澳大利亚北部和新几内亚。

### 亚种
蓝白细尾鹩莺有三个被认可的亚种：
M. l. leuconotus
为澳大利亚大陆所特有，和其他亚种不同，只有此亚种的交配期雄性会展示显眼的蓝白色羽毛此亚种的名字源于古希腊语，“leukos”意思是“白色”而“notos”意思是“背部”其分布区南部的鸟往往比北方的体型小。
M. l. leucopterus
只分布于澳大利亚西海岸外的德克哈托格岛，交配期的雄性展示的是黑白色的羽毛。此亚种是三个中体型最小的，但尾羽长度占身体长度的比例较大。在德·弗雷西内的探险收集到种类标本的98年之后，它在1916年被汤姆·卡特再次收藏。
M. l. edouardi
与M. l. leucopterus相似，雄性也有黑白羽毛，它们只分布于巴罗岛，巴罗岛也在澳大利亚西海岸外。此亚种的鸟比M. l. leucopterus大，但尾羽较短。雌性的羽毛比起其他两个亚种的灰褐色，较为偏浅红褐色。A.J.坎贝尔在1901年说明了以上讯息。
M. l. leucopterus和M. l. edouardi通常体型都比大陆的亚种小，两个亚种的家庭往往也都比大陆上那些由一雄性一雌性和一只临时的輔助者鸟构成的的家庭规模小。岛屿的种类和大陆的种类具有相似的社会结构，但岛屿上的繁殖配对的一窝卵的规模平均较小，孵化时间平均较长，而且存活的小鸟平均较少。此外，M. l. leuconotus由于出现范围广，被世界自然保护联盟评级为无危 ，而岛屿的亚种由于脆弱的筑巢地址易被人类的建设和居住所打扰，因此被澳大利亚政府评级为易危 。

### 进化历史
岛屿的两个亚种和大陆族群leuconotus亚种的遗传距离都比和对方的更近；德克哈托格岛距大陆2千米，而巴罗岛距大陆56千米。族群间的基因流动在目前的间冰期开始的时候就已经存在了，有些是在8,000到10,000年前开始的，那时海平面更低，两个岛屿都和大陆相连。
关于三种蓝白细尾鹩莺如何演化而来，共存在有三种理论。第一种认为祖先的情况为黑白色羽毛，随着三种族群的分离，大陆的亚种演化出了蓝白色羽毛。第二种假说认为在独立的岛屿上集中演化出了黑白色羽毛。第三种认为祖先的蓝白色羽毛的情况共同演化为了黑白色羽毛，后来大陆的种类重新演化出了蓝色羽毛。
三个细尾鹩莺物种的分布表明其祖先遍及新几内亚和澳大利亚北部，那时海平面较低，这两个地区是由大陆桥连结着的。后来海平面上升，新几内亚的鸟演化成了黑白细尾鹩莺，澳大利亚的种类成了红背细尾鹩莺和适应干旱的蓝白细尾鹩莺；因此它们的族群分离开来。

## 特征

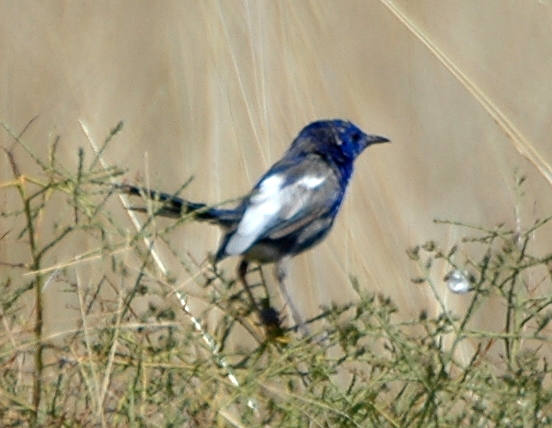
局部长出了婚羽的雄性（leuconotus亚种），
昆士兰州库尔芒达水坝

据测量，蓝白细尾鹩莺长度为11至13.5厘米，是细尾鹩莺属中两个体型最小的物种之一。雄性体重通常在7.2克至10.9克之间，而雌性体重通常在6.8克至11克之间。雄性的喙平均8.5毫米，雌性平均8.4毫米。喙相对较长、窄和尖，根基部较宽；在形状上，它们和那些以探测或在附近捕捉昆虫来取食的其他鸟类相似，喙的宽度比深度更长。而且此物种的喙比其他细尾鹩莺的喙更细更尖。
完全成熟的成年鸟只是两性异形的，雄性体型较大，色彩也与雌性不同。成年雌性为沙褐色，尾部浅蓝， 喙为带粉红的暗黄色。拥有婚羽的雄性喙为黑色，翅膀与肩为白色，全身为钴蓝色或黑色（取决于亚种种类）。这些对比鲜明的白色羽毛在飞行和繁殖期的表演中尤其显眼。有着蚀羽的雄性类似于雌性，但可以依靠其较黑的喙区分。两性都拥有细长、独特的尾羽，由它们身上一个向上的突出部分托举着。尾部大约为6.25厘米长，尾部羽毛上有一条白色条纹，隐藏在身体的羽毛中。
雏鸟、刚会飞的小鸟和少年鸟只的羽毛为褐色，喙为粉褐色，尾羽比成年短。年轻雄性在晚夏或秋天结束前（在春夏的繁殖期之后）长出蓝色的尾羽和较黑的喙，这时雌性长出浅蓝色的尾羽。在下一个春天，所有雄性都会有强盛的繁殖力，并有成熟的泄殖腔突起，以储存精细胞。与此相反，在繁殖期，繁殖力强的雌性会生长出一个水肿的抱卵点，是腹部上一个裸露的部分进入第二年或第三年的雄性可能会在繁殖期长出有斑点的蓝白色羽毛。在它们进入第四年之前，雄性已经得到了婚羽，此时肩羽、次级翼覆羽和次级飞羽为白色而身体其他部分为明亮的钴蓝色。所有性成熟的雄性都一年换羽两次，一次是在冬或春季的繁殖期之前，另一次是在之后的秋天；雄性可能会很少见地直接从婚羽换羽至婚羽。由于鸟羽枝的表面平坦而扭曲，繁殖期雄性的蓝色羽毛，尤其是耳覆羽十分闪亮。蓝色羽毛也强烈地反射紫外线，所以可能对其他细尾鹩莺来说较为耀眼，因为它们的色视觉达到了電磁波譜的此部分。

### 发声
在1980年，泰德曼表现了Malurus leucopterus leuconotus亚种相互之间五种不同模式的鸣叫的特征；而后普鲁特和琼斯认可岛屿亚种M. l. edouardi互相之间的鸣叫也是如此。最主要的一种鸣叫是一种啭鸣，两性都会发出以建立领土和统一群体。这种鸣叫较长，是一种“升降鸣声”，首先由3至5次鸣叫发出信号。虽然声音看似微弱，但它会在矮小的灌丛带上方传播很长的距离。一种刺耳的“唧”声常用于建立联络（尤其是母亲与孩子之间的联络）和发出警告；其特征表现为一系列“大声而又突然”的鸣叫，频率和强度不断变化。成年会使用一种聲調高的吱吱声来和更为遥远的鸟只联络，这种吱吱声可能间歇地和啭鸣混杂在一起。鸟巢周围的雏鸟、刚会飞的小鸟和雌性会发出一种安静、聲調高、短暂的叽叽声。当成熟的雌性使用时，这种声音和刺耳的鸣声混杂在一起。当雏鸟正在被喂食时，它们也可能会发出“咕咕”的噪声。副职的輔助者与喂食者也会发出这种声音。

## 分布及栖息地
蓝白细尾鹩莺十分适应干燥环境，M. l. leuconotus亚种遍及澳大利亚大陆南纬19至32度之间的干旱和半干旱环境。分布地占据了从黑德兰港附近到南部的珀斯的澳大利亚西海岸，向东延伸至昆士兰州的伊萨山，并沿着大分水岭西部通过昆士兰州中心和新南威尔士的中西部，进入了维多利亚州的西北角和艾尔半岛并穿过纳拉伯平原.它们通常与其他种的细尾鹩莺共同生活，包括杂色细尾鹩莺（M. lamberti assimilis亚种）。蓝白细尾鹩莺常常栖息于石南荒原树木较少的灌丛带中，这些地方生长的主要是滨藜和蓝澳藜属的小灌木，或是三齿稃草和禾木等草类；它们同样栖息于生长着竹节蓼的漫滩区域。M. l. leucopterus亚种栖息于德克哈托格岛上相似的地方，而M. l. edouardi亚种也同样如此。蓝白细尾鹩莺在其栖息地北部被红背细尾鹩莺取代了。

## 生态与行为
蓝白细尾鹩莺移动方式通常为齐足跳，两足都同时离开地面和着陆。但在表演“啮齿动物式跑步（rodent-run）”时也可能会跑动。身体的平衡是由比例较大的尾羽保持的，尾巴通常挺直，很少有静止的时候。短而丰满的翅膀为最初优秀的升空提供了条件，虽然对较长的路途用处不大，但对短距离飞行十分有用。
蓝白细尾鹩莺生活在复杂的社会群体中。家族由2至4只鸟构成，通常有一只棕色的，有时是蓝色的雄性和一只繁殖期的雌性。輔助者是前几年抚养的鸟，在羽毛长出后它们会留在家庭中帮着抚养小鸟；它们可能是保留着棕色羽毛的雄性或是雌性。一个群体的鸟巢中的鸟并排在稠密的表面上互相用喙理羽毛。几个小群体生活在一片领地内，组成一个家族，由一只有着婚羽的蓝色（或黑色）雄性负责管理。在蓝色雄性在其家族内对其他棕色和部分蓝色的雄性统治时，他只和一只雌性一同巢居，也只抚养这只雌性的后代。他是否会成为它领土内其它鸟巢的后代的父亲尚不清楚。
每个家族有一篇指定的土地区域，所有成员都在此搜寻粮食与防御。通常领土面积为4至6公顷，大小与区域内的雨水和资源的丰富程度有关；资源和昆虫丰富的地区会出现较小的领土。此外，觅食领域在冬季更大，那时这些鸟花大量的时间于整个家族一起觅食。蓝白细尾鹩莺会比其他细尾鹩莺占据更大的领土。
在对此物种的观察中，“振翼”动作会以下两种不同的情形中看到：第一种是雌性对雄性求偶表演的回应，可能是表达默认；第二种是少年鸟只请求食物，此信息由帮手传达给较大的鸟只，未成熟的雄性传达给年长的鸟。作此动作时细尾鹩莺放低头和尾，伸展并抖动其翅膀，安静地将嘴保持张开。
雄性和雌性的成年蓝白细尾鹩莺都会运用一种“啮齿动物式跑步（rodent-run）”动作来使捕食者注意力离开小鸟的巢穴。此时头、颈和尾羽放低，翅膀伸出，迅速的跑动将羽毛抖松，并发出一种持续的警报鸣声。

### 食物
蓝白细尾鹩莺主要以昆虫为食；其食物包括较为小型的甲虫、臭虫、蛾、螳螂、毛虫以及更小的昆虫如蜘蛛。较大的昆虫通常由正在繁殖的雌性与其辅助者喂给雏鸟，辅助者中包括正在繁殖的雄性。成年与少年会从灌丛带地面上跳过来搜寻食物，它们可能会用种子、滨藜或藜的果实以及圣彼得草的幼芽来补充饮食。在春夏两季，鸟会在白天活跃地狂欢，唱着歌呆在粮草旁边。此时的昆虫数量众多且易于捕捉，这使鸟在突击捕捉食物之间的时间可以休息。白天高温时一个群体常常一起躲避与休息。冬天食物较难找到，因此白天它们不得不持续不断地寻找食物。

### 求偶与繁殖
细尾鹩莺显示出的偶外交配发生率为最高的物种之一，许多幼鸟是被非生身父亲的雄性培养的。然而蓝白细尾鹩莺之间的求偶方法尚不清楚。蓝色羽毛的雄性已好几次被发现在其领土外搬运粉红或紫色花瓣，这种花瓣在其他物种之间会起到向附近的雌性推荐雄性的作用。与此不同，巴罗岛与德克哈托格岛上的黑色羽毛雄性常常搬运的是蓝色花瓣。花瓣的当搬运在家族领土外很远处时，暗示着与其他雌性的交配将会发生，这还需要进一步的基因分析。
在另一种求偶表演中，雄性会面向雌性向前深深的鞠躬，喙将达到地面，并将羽毛伸展、平整，靠近地平线，持续最多20秒。做这个姿势时，白色羽毛组成一条显著的白色带穿过深色的羽毛。
正在繁殖的雌性于春天开始筑巢，建造的是半球形的建筑物，由蜘蛛網，较好的草、 蓟花冠毛和蔬菜冠毛构成，通常6至14厘米高，3至9毫米厚。每个巢都在一边有一个小入口，它们通常被放置在靠近大地处的茂密灌木中。3至4个蛋的一窝卵在9月至1月通常到处都有放置，孵卵会持续大约14天。蓝白细尾鹩莺通常于春天在西澳大利亚州的西南部，但在澳大利亚北部和中部的干旱区域则更加投机，在任何月份，一段降雨期之后几乎都有繁殖记录。孵卵由产子的雌性独自完成，这时产子的雄性（棕色或蓝色）和辅助者帮着喂食雏鸟与去除它们的粪囊。新孵化的小鸟是晚成雏的，孵化后立刻张嘴请求食物，生长柔和的羽毛系统，直到第三或第四天才睁开眼睛。雏鸟会在巢中停留10至11天，刚会飞的小鸟在离巢后还继续需要3至4周的喂食。刚会飞的小鸟要么留着抚养下一窝鸟，要么移动到附近的区域去。一个配对在一个繁殖期内孵化并抚养两巢鸟并不少见，繁殖雌性对辅助者的压力往往会减少，喂养的总数目不会增加。同其他细尾鹩莺一样，蓝白细尾鹩莺特别易于被狭嘴金鹃（Chalcites basalis）巢寄生。被金鹃（C. lucidus）及黑耳金鹃（C. osculans）寄生的记录很少。

## 捕食者与威胁
成年鸟与他们的后代可能会被食肉哺乳动物、当地的肉食性鸟类以及爬行动物捕食，如赤狐、流浪猫；黑背钟鹊、钟鹊、笑翠鸟、噪钟鹊、乌鸦和渡鸦、鵙鸫；还有巨蜥等。这些鸟的另一个威胁来自人类；许多鸟巢都在繁殖期被践踏（甚至偶尔被观鸟者践踏），因为许多鸟巢被藏在靠近大地的地方，所以较难被行人发现。

### 引用书目
- Rowley, Ian; Russell, Eleanor. . Oxford: Oxford University Press. 1997. ISBN 0-19-854690-4.
- Schodde, Richard. . Melbourne: Lansdowne Editions. 1982. ISBN 0-7018-1051-3.